# ستيفن ماكينلي هندرسون
ستيفن ماكينلي هندرسون هو ممثل أمريكي ولد في 31 أغسطس 1949، عرف بدوره في فيلم لينكون وليدي بيرد.

## الأعمال

### أفلام
- حرب أهلية (2024)

## وصلات خارجية
- ستيفن ماكينلي هندرسون على موقع IMDb (الإنجليزية)
- ستيفن ماكينلي هندرسون على موقع ألو سيني (الفرنسية)
- ستيفن ماكينلي هندرسون على موقع أول موفي (الإنجليزية)
- ستيفن ماكينلي هندرسون على موقع قاعدة بيانات برودواي على الإنترنت (الإنجليزية)
- ستيفن ماكينلي هندرسون على موقع قاعدة بيانات الأفلام السويدية (السويدية)
- ستيفن ماكينلي هندرسون على موقع ديسكوغز (الإنجليزية)
- ستيفن ماكينلي هندرسون على موقع قاعدة بيانات الفيلم (الإنجليزية)
- ستيفن ماكينلي هندرسون على موقع كينوبويسك (الروسية)